# Ogcodes basalis
Ogcodes basalis är en tvåvingeart som först beskrevs av Walker 1852.  Ogcodes basalis ingår i släktet Ogcodes och familjen kulflugor. Inga underarter finns listade i Catalogue of Life.

## Bildgalleri

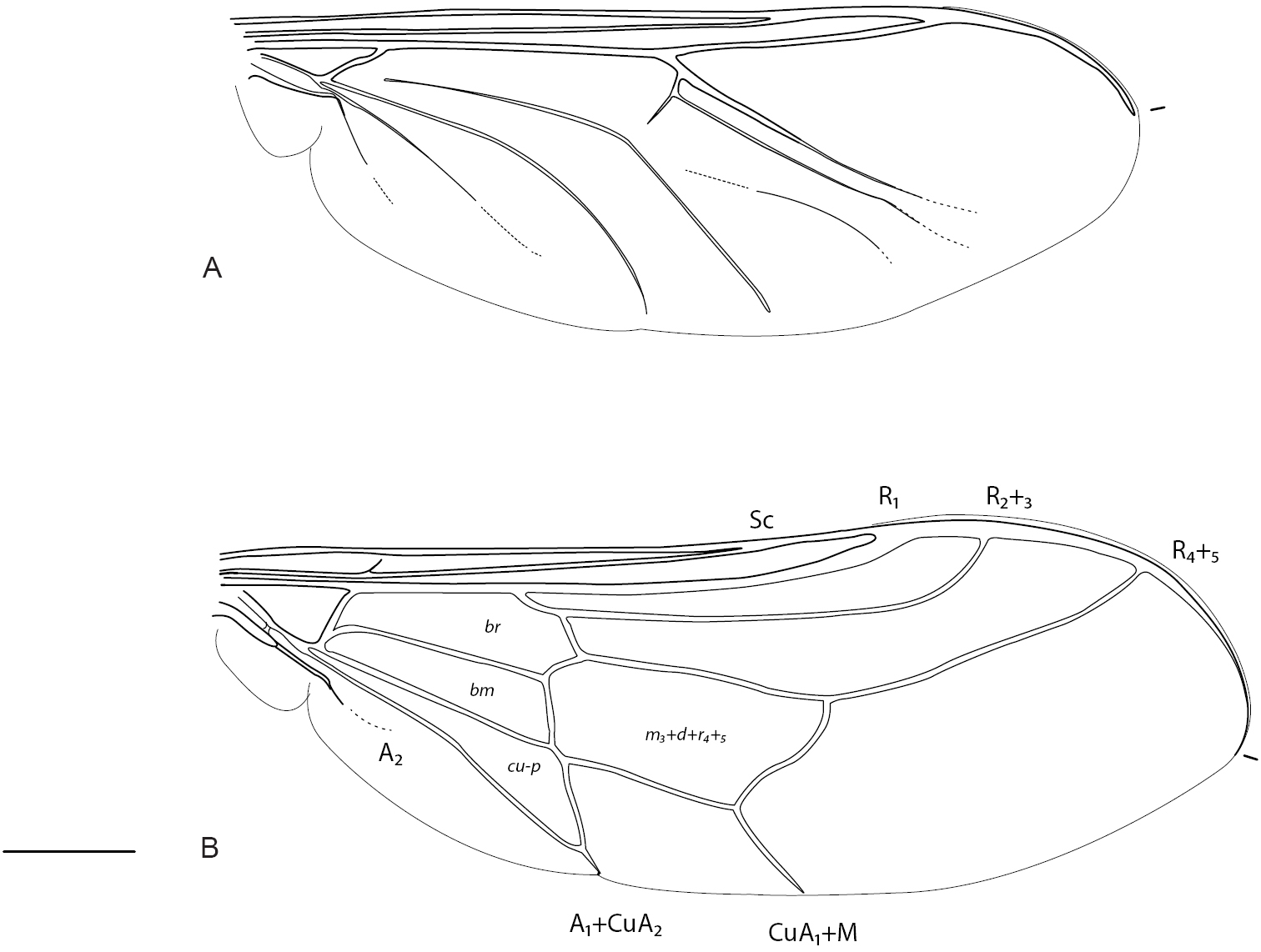